# اللعب التخيلي

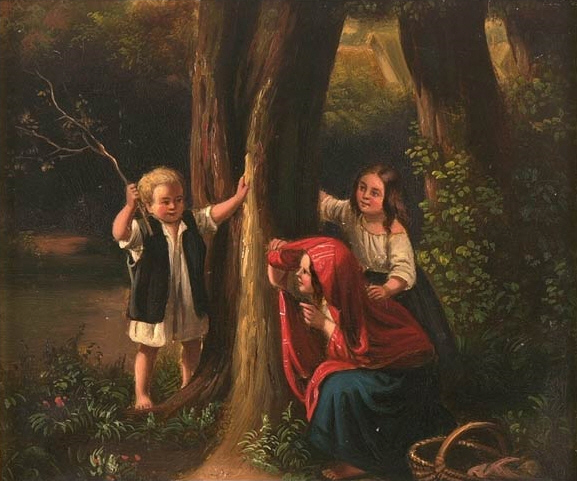

اللعب التخيُلي أو الإيهامي هو سلوك عالمي متمثل في أستخدام الطفل خياله الواسع للتظاهر بأنه شخصية أخرى، أو بجعل الخيال حقيقة، أو تصوره لشيء ما على انه شيئاً أخر مع إدراكه للبيئة الحقيقية ، ومثال على ذلك تخيل الطفل على أنه طبيب أو مدرس أو شرطي، ومثال أخر هو تخيل الطفل أن الموزة هي هاتف نقال ويتحدث به.
عادةً ما يبدأ الأطفال بأظهار مهاراتهم في اللعب التخيُلي ما بين عمر (12) و(18) شهراً، وتتطور تلك المهارات مع مرور الوقت حتى تصل ذروتها في عمر من (3) إلى (5) سنوات. وفي حدود عمر (3) سنوات، يتمكن جميع الأطفال من التمييز ما بين أحداث الحياة الحقيقية والتظاهر من خلال اللعب التخيُلي. وبحدود عمر (11) سنةً تتلاشى ظاهرة اللعب التخيُلي عند معظم المراهقين، ومع ذلك فقد يستمر بعض الأشخاص في ممارسة وتحسين هذه المهارات حتى بلوغهم سن الرشد. ومن المعروف أن البالغين يتظاهرون بأنهم أفراد مختلفون لأسباب متعدده، فعلى سبيل المثال يستفيد بعض الأفراد من مهاراتهم في اللعب التخيُلي ويجعلون منها مهنةً لهم كما هو الحال لدى العاملين في مجال التمثيل.
مزايا اللعب التخيُلي
يعتقد علماء النفس المختصين أن «اللعب التخيُلي» هو عنصر أساسي ومهم في تطور نمو الأطفال. كما يؤكدون من ناحية ثانية أنه من خلال اللعب التخيُلي يتمكن الأطفال من ممارسة وتعزيز مهاراتهم في التواصل الاجتماعي وتحسين تفاعلهم مع الاخرين.
ومن خلال دراسة مستفيضة بهذا الموضوع تمكن الباحثون من أستنتاج أن اللعب التخيُلي قادر على التنبؤ بمهارات الأطفال على استيعاب وحل المشاكل ومقدار العاطفة لديهم. إضافة على ذلك ومن خلال دراسة أخرى قائمة على الملاحظة تم التوصل إلى أن مشاركة الأطفال في اللعب التخيُلي مع الأطفال الأكبر منهم سناً يقودهم إلى مستوى أعلى من القدرات الادراكية والأجتماعية واللغوية، الأمر الذي سينعكس أيجابياً على تطورهم ، علاوة على ذلك ومن خلال دراسة تجريبية، توصل الباحثون إلى أن اللعب التخيُلي يعزز القدرة على السرد القصصي وترابطه مع الأبداع بمختلف الاشكال. لذلك توصي الأبحاث البالغين بتشجيع الأطفال على معرفة اللعب التخيُلي والمشاركة في نشاطاته بسبب ارتباطه بالمهارات القيمة.